# گادسمک
گادسمک (به انگلیسی: Godsmack) گروه موسیقی آلترناتیو متال آمریکایی از شهر لارنس واقع در ایالت ماساچوست است که در سال ۱۹۹۵ تشکیل شد. اعضای گروه سالی ارنا (گیتاریست و خواننده)، تونی رامبولا (گیتاریست)، رابی مریل (باسیست) و شنون لارکین (درامر) هستند. گادسمک تا به امروز ۷ آلبوم استودیویی، یک ای‌پی، ۴ دی وی دی و یک آلبوم برگزیده آثار منتشر کرده‌است. ۳ آلبوم گروه با نام‌های آی وی، بی چهره و وحی در زمان انتشارشان در رده اول بیلبورد ۲۰۰ قرار گرفته‌اند. گادسمک همچنین چهار بار نامزد جایزه گرمی شد.
آخرین اثر گروه با نام When Legends Rise در تاریخ ۲۷م آوریل ۲۰۱۸ منتشر شد.

## آلبوم‌ها
- گادسمک
- بیدار
- بی چهره
- آی وی
- وحی
- هزار اسب بخار
- هنگامی که اسطوره ها بر می خیزند

### اعضا
- سالی ارنا – آواز، ریتم گیتار
- تونی رامبولا – گیتار لید
- رابی مریل – گیتار بیس
- شنون لارکین – درام، پرکاشن